# جوزيف ك. ريتشاردز
جوزيف ك. ريتشاردز (بالإنجليزية: Jozef K. Richards)‏ هو مخرج أمريكي، ولد في 9 يوليو 1989 في ميلواكي في الولايات المتحدة.

## وصلات خارجية
- جوزيف ك. ريتشاردز على موقع IMDb (الإنجليزية)
- جوزيف ك. ريتشاردز على موقع قاعدة بيانات الفيلم (الإنجليزية)